# Vietnam International 2025
Die Vietnam International 2025 im Badminton fanden vom 25. bis zum 30. März 2025 in Hanoi als Ciputra Hanoi - Yonex Sunrise Vietnam International Challenge 2025 statt.

## Sieger und Platzierte
| Disziplin    | Gold                             | Silber                      | Bronze                                     |
| ------------ | -------------------------------- | --------------------------- | ------------------------------------------ |
| Herreneinzel | Puritat Arree                    | Kok Jing Hong               | Huang Ping-hsien                           |
| Herreneinzel | Puritat Arree                    | Kok Jing Hong               | Wang Po-wei                                |
| Dameneinzel  | Manami Suizu                     | Pitchamon Opatniputh        | Lalinrat Chaiwan                           |
| Dameneinzel  | Manami Suizu                     | Pitchamon Opatniputh        | Aisyah Sativa Fatetani                     |
| Herrendoppel | Nguyễn Đình Hoàng Trần Đình Mạnh | Kazuki Shibata Hiroki Nishi | Naoki Yamada Kakeru Kumagai                |
| Herrendoppel | Nguyễn Đình Hoàng Trần Đình Mạnh | Kazuki Shibata Hiroki Nishi | Putra Erwiansyah Daniel Edgar Marvino      |
| Damendoppel  | Hina Osawa Akari Sato            | Hsu Ya-ching Sung Yu-hsuan  | Kaho Osawa Mai Tanabe                      |
| Damendoppel  | Hina Osawa Akari Sato            | Hsu Ya-ching Sung Yu-hsuan  | Nao Yamakita Hinata Suzuki                 |
| Mixed        | Tang Chun Man Ng Tsz Yau         | Jimmy Wong Lai Pei Jing     | Wee Yee-hern Chan Wen-tse                  |
| Mixed        | Tang Chun Man Ng Tsz Yau         | Jimmy Wong Lai Pei Jing     | Phuwanat Horbanluekit Fungfa Korpthammakit |